# X. Zivilsenat des Bundesgerichtshofes
Der X. Zivilsenat ist ein Spruchkörper des Bundesgerichtshofs. Es handelt sich um den zehnten von dreizehn Senaten (ohne Spezialsenate wie Kartellsenat oder Senat für Landwirtschaftssachen), die sich mit Zivilsachen befassen.
Er ist hauptsächlich für Patentrecht, Reisevertrags- und Personenbeförderungsrecht sowie Schenkungsrecht zuständig. Die Zuständigkeit für das Vergaberecht ist am 1. September 2019 auf den neu geschaffenen XIII. Zivilsenat übergegangen.

## Besetzung
Der Senat ist gegenwärtig wie folgt besetzt:
- Vorsitzender: Klaus Bacher
- Stellvertretender Vorsitzender: Hermann Deichfuß
- Beisitzer: Fabian Hoffmann,[Anm. 1] Helga Kober-Dehm, Nina Marx,[Anm. 2] Hartmut Rensen (2024 vorrangig VIa-Zivilsenat), Tim Crummenerl, Renata von Pückler

Richterin am Oberlandesgericht Dr. von Pückler wurde mit dem Wirksamwerden ihrer Ernennung zur Richterin am Bundesgerichtshof dem X. Zivilsenat zugewiesen. Ihre Ernennung ist mit Wirkung vom 26. März 2024 erfolgt.

## Vorsitzende
| Nr. | Name (Lebensdaten)             | Beginn der Amtszeit | Ende der Amtszeit  |
| --- | ------------------------------ | ------------------- | ------------------ |
| 1   | Karl Nastelski (1899–1972)     | 1. Januar 1963 1    | 30. September 1967 |
| 2   | Karl Spreng (1904–1982)        | 1. Oktober 1967 2   | 30. Juni 1972      |
| 3   | Wilhelm Trüstedt (1908–1995)   | 28. Juli 1972       | 30. Juni 1976      |
| 4   | Werner Ballhaus (1920–1993)    | 18. August 1976     | 31. August 1985    |
| 5   | Karl Bruchhausen (1928–1994)   | 2. September 1985   | 31. März 1993      |
| 6   | Rüdiger Rogge (* 1936)         | 1. April 1993       | 31. Oktober 2001   |
| 7   | Klaus-Jürgen Melullis (* 1944) | 12. Nov. 2001       | 31. März 2009      |
| 8   | Uwe Scharen (* 1945)           | 1. April 2009       | 31. August 2010    |
| 9   | Peter Meier-Beck (* 1955)      | 6. September 2010   | 17. September 2019 |
| 10  | Klaus Bacher (* 1964)          | 2. Juni 2020        | -                  |

Zahlreiche Vorsitzende des Senats sind bei ihrem Ausscheiden aus dem aktiven Dienst bzw. zu ihrem 65. Geburtstag mit Festheften mit wissenschaftlichen Beiträgen gewürdigt worden, so Ballhaus (GRUR 1985, 575 - 836), Bruchhausen (GRUR 1993, 163 - 360), Rogge (GRUR 2001, 865 - 1035), Melullis (GRUR 2009, 193 - 381), Scharen (Vergaberecht 2010, 721 - 771), Meier-Beck (GRUR 2021, 121 - 404).

## Weitere ehemalige Mitglieder
Als Richter gehörten dem Senat die bereits ausgeschiedenen Bundesrichter/Richter(innen) am BGH Hans Bock, Otto Löscher, Albrecht Spengler (seit 1959 Bundesrichter, 1967 verstorben), Werner Jungbluth (1967 Präsident des Bundespatentgerichts), Wilhelm Claßen (seit 1961, damals noch I. Zivilsenat, bis 1980), Karl Heinz Schneider (seit 1963, 1971 verstorben), Richard Ochmann (seit 1970 bis 1986), Erich Häußer (später Präsident des Deutschen Patentamts), Helmut Bendler (seit 1972 bis 1976), Ernst Windisch (seit 1975 bis 1986), Hans Gerd Hesse (seit 1976, 1985 verstorben), Otto Brodeßer (seit 1976 bis 1990, zuletzt stellvertretender Vorsitzender), Hans-Joachim von Albert (seit 1978 bis 1989), Falk Freiherr von Maltzahn (seit 1985 bis 2000), Bernhard Jestaedt (seit 1986 bis 2004, seit 1993 stellvertretender Vorsitzender), Siegfried Broß (seit 1986, später Richter des Bundesverfassungsgerichts), Alfred Keukenschrijver (1996 bis Ende 2012, 2011 bis 2012 stellvertretender Vorsitzender, Ende 2010 vorübergehend mit dem Vorsitz im Xa-Zivilsenat betraut), Elisabeth Mühlens (1999 bis Ende September 2013), Jochem Gröning (bis 30. September 2019), Claus-Dietrich Asendorf (2001 bis Ende 2009) und Barbara Ambrosius (seit 2004 bis Ende 2007) sowie die in andere Senate gewechselten Richter Hans-Peter Greiner (seit 1993; bis Ende 2008 VI. Zivilsenat), Wolfgang Kirchhoff (seit 2004; zu Jahresbeginn 2007 in den I. Zivilsenat gewechselt, jetzt XIII. Zivilsenat) und Nikolaus Berger (1. April 2009 bis 31. Januar 2011) an. Die Richter(innen) Peter Meier-Beck (seit 6. September 2010 bis 17. September 2019 Vorsitzender des X. Zivilsenats, seit 1. September 2019 Vorsitzender des neu geschaffenen XIII. Zivilsenats und des Kartellsenats), Alfred Keukenschrijver und Elisabeth Mühlens waren in den Jahren 2009 und 2010 nicht mehr dem X. Zivilsenat, sondern dem Xa-Zivilsenat zugewiesen, die beiden letztgenannten gehörten aber nach dessen Auflösung bis zu ihrem Eintritt in den Ruhestand wieder dem X. Zivilsenat an, zu dem auch die zuvor dem Xa-Zivilsenat angehörenden Richter Klaus Bacher und Gabriele Schuster (verstorben am 30. Oktober 2017) getreten sind. Reiner Lemke war vom 1. Januar 2009 bis 30. Juni 2009 dem Senat zugewiesen. Patricia Rombach gehörte seit ihrer Ernennung zur Richterin am Bundesgerichtshof am 2. September 2019 bis zum 31. März 2021 (mit Übergangsregelung für einzelne Verfahren) dem X. Zivilsenat des BGH und zugleich auch dem Kartellsenat und dem XIII. Zivilsenat des BGH an, schied zum 1. April 2021 aus dem X. Zivilsenat aus und gehörte ihm seit dem 1. Januar 2023 wieder an; sie war seit 2024 mit einem Teil ihrer Arbeitskraft und ist seit 2025 voll dem Einheitlichen Patentgericht zugewiesen, demzufolge ist sie im Geschäftsverteilungsplan 2025 des Bundesgerichtshofs nicht mehr genannt. Klaus Grabinski ist infolge seiner Zuweisung an das Einheitliche Patentgericht am 1. November 2022 ausgeschieden.

## Zuständigkeit
Nach dem Geschäftsverteilungsplan des BGH (Stand 2025) ist der X. Zivilsenat zuständig für:
1. die Rechtsstreitigkeiten über Patent-, Gebrauchsmuster- und Topographieschutzrechte nebst Verträgen hierüber;
2. die Rechtsstreitigkeiten aus Verträgen über die Benutzung eines Geheimverfahrens (sog. Know-how) oder über die ausschließliche Verwertung nicht geschützter gewerblicher Erzeugnisse;
3. die Rechtsstreitigkeiten aus dem Gebiet der Arbeitnehmererfindungen;
4. Rechtsstreitigkeiten aus dem Sortenschutzgesetz, soweit sie nicht dem I. Zivilsenat (Nr. 3) zugewiesen sind;
5. die Patentnichtigkeits- und Zwangslizenzsachen;
6. die Entscheidungen über die Rechtsbeschwerden gegen Beschlüsse des Bundespatentgerichts in Patent- und Gebrauchsmustersachen, in Topographieschutzsachen sowie in Sortenschutzsachen, soweit letztere nicht dem I. Zivilsenat (Nr. 4) zugewiesenen sind;
7. die Ansprüche eines Patentanwalts und gegen einen Patentanwalt aus Anlass seiner Berufstätigkeit (Patentanwaltsordnung) einschließlich von Schadensersatzansprüchen, soweit sie nicht dem I. Zivilsenat (Nr. 8) zugewiesen sind;
8. die Bestimmung des zuständigen Gerichts nach § 36 Abs. 3 ZPO, soweit nicht der IX. Zivilsenat (Nr. 7) oder der XII. Zivilsenat (Nr. 4) zuständig ist;
9. Rechtsstreitigkeiten über Reise- und Personenbeförderungsverträge, soweit nicht der VI. Zivilsenat (Nr. 2) zuständig ist;
10. Rechtsstreitigkeiten über Schenkungen (§§ 516 ff BGB), soweit nicht der II. Zivilsenat (Nr. 1 a und b) oder der XII. Zivilsenat (Nr. 1 c und d) zuständig ist;
11. die Entscheidungen, die erforderlich werden, bevor sich der für die Bearbeitung der Sache zuständige Senat feststellen lässt.

Auf öffentliches und mediales Interesse stoßen hauptsächlich die Entscheidungen zu Reise- und Personenbeförderungsverträgen (Nr. 9).

## Geschichte
Der Senat ist am Jahresbeginn 1963 als Ia-Senat aus der Teilung des früheren I. Zivilsenats hervorgegangen. Dies war im Wesentlichen darauf zurückzuführen, dass mit der Einrichtung des Bundespatentgerichts am 1. Juli 1961 ein neuer Rechtsmittelzug (Rechtsbeschwerdeverfahren) zum Bundesgerichtshof eröffnet wurde, der diesen in den Anfangsjahren stark belastet hat. Die Aufteilung zwischen dem Ia-Senat und dem Ib-Senat erfolgte in der Weise, dass dem Ia-Senat die technischen Schutzrechte (Patent, Gebrauchsmuster) zugewiesen wurden, dem Ib-Senat das Warenzeichenrecht (inzwischen Markenrecht), das Geschmacksmuster- (nunmehr Designrecht) und Urheberrecht sowie das Wettbewerbsrecht. Am 1. März 1968 erhielt der Ia-Senat die Bezeichnung X. Zivilsenat, während der Ib-Senat seither die Bezeichnung I. Zivilsenat trägt. Bis 1983 trug der X. Zivilsenat die Zusatzbezeichnung Patentsenat, die auch heute noch gelegentlich verwendet wird.
Die Zuständigkeiten des X. Zivilsenats blieben bis in das Jahr 1984 im Wesentlichen unverändert. Seither wurden dem Senat jedoch zahlreiche und insgesamt recht heterogene weitere Zuständigkeiten aus dem allgemeinen Zivilrecht zugewiesen.
Zum Jahresbeginn 2009 wurde der Senat vorübergehend geteilt. Dabei wurden die Kernzuständigkeiten auf dem Gebiet des gewerblichen Rechtsschutzes im Wesentlichen hälftig dem neuen Xa-Zivilsenat zugewiesen. Nach Wegfall des Xa-Zivilsenats zum 1. Januar 2011 liegen die Zuständigkeiten insgesamt wieder beim (nunmehr ungeteilten) X. Zivilsenat.

## Besonderheiten
In den Patentnichtigkeits- und Zwangslizenzsachen ist der X. Zivilsenat – für den Bundesgerichtshof ganz ungewöhnlich – Tatsacheninstanz. Das für ein oberstes Bundesgericht untypische Rechtsmittel der Berufung in diesen Verfahren wurde bereits im Jahr 1877, damals noch zum Reichsoberhandelsgericht, dem Vorläufer des Reichsgerichts, eingeführt und hat sich seither ohne große Veränderungen erhalten. Das Verfahren richtet sich nur zum Teil nach der Zivilprozessordnung und folgt im Übrigen eigenen Regeln. In der Mehrzahl der Berufungsverfahren holte der X. Zivilsenat das Gutachten eines Sachverständigen ein; gelegentlich findet auch eine Vernehmung von Zeugen statt; nach der für Verfahren, die seit 1. Oktober 2009 vor dem Bundespatentgericht neu anhängig geworden sind, ist die Möglichkeit zu neuem Tatsachenvortrag und neuen Tatsachenfeststellungen in zweiter Instanz allerdings stark eingeschränkt und die Einholung eines Sachverständigengutachtens zur Ausnahme geworden. In jüngerer Zeit macht sich ein deutliches Ansteigen der Zahl der Berufungen in (den bisher außergewöhnlich arbeitsaufwändigen) Patentnichtigkeitssachen bemerkbar, das zu einem erheblichen Stau geführt hat (am 1. November 2008 waren es 190 nicht erledigte Verfahren bei rund 60 Eingängen im Jahr), der die Verfahrensdauer zunehmend verzögert hat. Der Stau an offenen Verfahren konnte allerdings in den Jahren 2009 und 2010 dadurch verringert werden, dass zur Entlastung der Xa-Zivilsenat als vorübergehender Hilfssenat eingerichtet wurde. Bemerkenswert an diesen Verfahren ist weiter, dass sich die Vertretungsbefugnis nicht wie sonst auf die am Bundesgerichtshof zugelassenen Rechtsanwälte beschränkt.
Weiter bemerkenswert ist, dass eine vom Bundespatentgericht im Weg der einstweiligen Verfügung erteilte Zwangslizenz vor dem Bundesgerichtshof Bestand hatte (Urteil vom 11. Juli 2017 – X ZB 2/17 – Raltegravir, abgedruckt in GRUR 2017, 1017). Es handelt sich um die erste (und bisher einzige) vom Bundesgerichtshof bestätigte Zwangslizenz seit dessen Bestehen.
Ein Mitglied des X. Zivilsenats gehört regelmäßig der Großen Beschwerdekammer des Europäischen Patentamts als externes Mitglied an. In der Vergangenheit war dies Karl Bruchhausen, ihm folgten Bernard Jestaedt, Uwe Scharen und Jochem Gröning. Gegenwärtig ist dies Hermann Deichfuß.

## Wissenschaftliche Mitarbeiter
Dem Senat sind in der Regel zwei bis drei wissenschaftliche Mitarbeiter – üblich ist trotz ihres Hautgout („Hilfswilliger“) die Bezeichnung „Hiwi“ –, überwiegend Richter am Landgericht oder am Bundespatentgericht (seit 1. August 2023 erstmals ein technischer Richter am Bundespatentgericht), zugewiesen.
Zahlreiche frühere wissenschaftliche Mitarbeiter sind später als Richter in den Senat eingetreten, so Karl Bruchhausen, Rüdiger Rogge und Klaus Bacher (alle zuletzt als Vorsitzende), außerdem Hans-Gerd Hesse, Falk von Malzahn, Claus Asendorf, Alfred Keukenschrijver, Gabriele Schuster, Klaus Grabinski (derzeit – 2025 – Präsident des Berufungsgerichts des Einheitlichen Patentgerichts) und Helga Kober-Dehm. Mitglieder anderer Senate des Bundesgerichtshofs sind Eike Ullmann, Wolfgang Schaffert und Norbert Kazele geworden. Brigitte Günzel war zuletzt Vorsitzende der Juristischen Beschwerdekammer des Europäischen Patentamts, Dorothea Prietzel-Funk Mitglied der Juristischen Beschwerdekammer. Achim Bender, Franz Hacker, Klaus Schülke, Joachim Rauch und Thomas Voit sind Vorsitzende Richter am Bundespatentgericht geworden, Thomas Kühnen Vorsitzender Richter am Oberlandesgericht Düsseldorf.